# 民間核施設保安隊
民間核施設保安隊（みんかんかくしせつほあんたい、英語: Civil Nuclear Constabulary, CNC, ウェールズ語: Heddlu Sifil Niwclear）は、イギリスの警察組織の一つ。あらゆる核関連施設およびその周囲5キロメートルおよびイギリスを通過する核物質に対する法執行と保安を提供することを責務とする特別警察である。
1955年設立の英国原子力公社警察隊を代替するものとして、民間核施設保安隊は2005年4月1日に設立された。核兵器の防護は民間核施設保安隊の担当ではなく、イギリス軍およびイギリス国防省警察の役割である。

## 装備
民間核施設保安隊の執行を担う警察官の多くは武装しており、それぞれの警備区域においてライフルやピストルといった火器を携行してパトロールに当たっている姿を見ることができる。
民間核施設保安隊の警察官の武装における主要な武器システムはG36と、全ての警察官が装備するグロック17である。しかしながら、全ての警察官は非致死性の武器を装備しており、脅威に直面した場合、可能であればそれらを使用するように推奨されている。それら非致死性の武器にはCSガス、特殊警棒、スタンガン、プラスティック弾がある。
警察官の制服はスコットランド警察のものと同じであった。これは2008年7月にロンドン警視庁風の制服に交換された。イギリス内務省の武装警察官と同じく、民間核施設保安隊の警察官は抗弾ベストを着用している。また、CBRN（化学・生物・放射能・核）に対する訓練を受けている。
警邏車両および追跡車両として多数のフォードS-Maxおよび三菱パジェロを使用している。車両部隊はBMW X-5を警護車両として使用している。これらの車両部隊は、テームズ渓谷警察のチルターン輸送コンソーシアムによって管理されており、民間核施設保安部隊の全ての車両の車両登録プレートには地域符号「OU」が付されていることでそのことが分かる。

## 役割
民間核施設保安隊の役割は、イギリス国内の民間の核施設および資材の保安を提供することである。この部隊は2004年エネルギー法の第3章第51および71条によって設立され、民間核警察局（後述）および保安隊本部長（Chief Constable）が設けられ、保安隊の人員が定められた。同法により、内務省に代わり、エネルギー・気候変動省 (現：ビジネス・エネルギー・産業戦略省) が核施設保安の権限を得た。
民間核施設保安隊の年次報告は次のように述べている。「当部隊によって民間核施設で対処された犯罪は低い水準を保っている。犯罪の管理と捜査は保安隊の行動指針のいかなる部分をもなしていない」。民間核施設保安隊は警察部隊であるとはいえ、こうした声明は民間核施設保安隊の警察官が主に関与しているのは法執行というよりも、武装保安の提供であることを示している。
2010年から2011年にかけて、民間核施設保安隊は12人を逮捕したが、それらのうち2人はその場で釈放された。釈放された2人のうち1人には正当な理由がなかったことが判明し、もう1人に対しては不適切な警察活動があったと裁定された。
イギリスの法執行機関の地域警察の大部分と異なり、民間核施設保安隊の警察官のなかには勤務時間中は、常時武装している者もいる。民間核施設保安隊の警察官は、英国核燃料会社の使用済み核燃料及び再処理済みウラニウムの輸送専用のPacific Nuclear Transport Limited社の輸送船に同乗して警護にあたった。こうした船舶には武装警官の同乗警護がある。
民間核施設保安隊は反核抗議運動に対する隠密情報作戦の実施を認可されている。2009年7月、クリストファー・ローズは「（民間核施設保安隊の）隠密活動へのアプローチには際立って優れた力量がある」と述べた。ローズはまた、情報提供者たちから獲得した情報を集積するシステムは「うまくいって」おり、「隠密調査は長期的に必要なものと高官たちは認識している」とした。

## 法的管轄権
民間核施設保安隊の警察官は、エネルギー法で定められた管轄権が限定されているものの、通常の警察官と同じ権力が与えられている。エネルギー法は民間各施設保安隊の管轄権を次のように定めている。
- 輸送中の核物質の警護に係るあらゆる場所
- 民間核施設保安隊によって警護されている核物質の不法な移動または干渉を行なった者を追跡または拘束することに係るあらゆる場所
- 民間核施設
- 民間核施設の境界から周囲5キロメートルの土地
- 造船所における核物質の安全保護

## 予算
イギリスにおける17の核施設を運行させる企業により出資されている。予算の3分の1は、セラフィールドを経営する企業合同体から支払われているが、この企業合同体はアメリカとフランスの企業が大半を占めている。出資金のうち5分の1は、民営化されてフランス電力が所有しているブリティッシュ・エナジーから支払われている。2009年6月、フランス電力のセキュリティ責任者は、民間核施設保安隊が予算を「われわれ（フランス電力）に対する時機にかなった充分な説明もなしに」過剰支出していると苦情を申し立てた。原子力産業は、秘密情報部や保安局といった情報機関と常時接触していることを認めている。

## 相互扶助
民間核施設保安隊はイギリスにおける3つの特別警察のひとつで、他はイギリス鉄道警察と国防省警察である。他の2機関と異なり、民間核施設保安隊には反テロリズム・犯罪・保安法により設定された「拡張管轄権（extended jurisdiction）」の規定には含まれていない。このため、イギリス鉄道警察や国防省警察の警察官たちは、場合によっては本来の管轄外で行動することができる。
民間核施設保安隊はまた、警察法（1996年）セクション24および98の（イングランド、ウェールズ、スコットランド、北アイルランドの警察隊およびイギリス交通警察の間の）相互扶助条項にも、国防省警察法（1987年）のセクション3a（国防省警察からの扶助）にも含まれていない。しかしながら、エネルギー法セクション59によれば、民間核施設保安隊の警察官は、民間核施設保安隊の責任者と地方警察隊の責任者との間の合意により相互扶助において、本来の管轄外で行動することができる。
2005年夏、民間核施設保安隊は、グレンイーグルスで開催されたG8に関連して、イギリスのほとんど全ての警察隊が関与する大規模な警察活動の一部となった。
2010年6月2日、民間核施設保安隊は、12人が殺害され、25人が傷害を負った銃撃事件の犯人を捕捉するためカンブリア州警察を支援した。。

## 所在地
民間核施設保安隊はイギリス国内であわせて16のサイトで活動している（北アイルランドには「核関連施設」は存在しない）。これらのうち6ヶ所は「作戦部隊」（Operational Unit）に分類され、恒常的な警察活動が維持されている。残る9ヶ所は「支援部隊」（Support Units）とされ、公開の武装警察活動を行なっている。
- 民間核施設保安隊本部

- 作戦部隊
  - カーペンハースト（サイトの廃止により近日中に撤退）
  - チャペルクロス原子力発電所
  - ドーンレイ
  - ハーウェル
  - セラフィールド
  - スプリングフィールド（サイトの廃止により近日中に撤退）

- 支援部隊
  - ダンジネス
  - ハートルプール
  - ヒーシャム
  - ヒンクリーポイント
  - ハンターストン
  - オールドベリー
  - サイズウェル
  - トーネス
  - ウィルファ

2007年、民間核施設保安隊に他の警察隊と同じく、地理的所在地にもとづいて警視を長とする3つの管区（en:Basic Command Unit）が導入された。
- スコットランド管区
  - スコットランドの核施設を担当する。該当する施設はチャペルクロス、ドーンレイ、ハンターストン、トーネス。
- ノース管区
  - イングランド北部及びウェールズの核施設を担当する。該当するのはカーペンハースト、ハートルプール、ヒーシャム、セラフィールド、スプリングフィールド、ウィルファ。
- サウス管区
  - イングランド南部の核施設を担当する。該当するのはカラム、ダンジネス、ハーウェル、ヒンクリーポイント、オールドベリー、サイズウェル。

## 民間核警察局
民間核警察局（Civil Nuclear Police Authority）は民間核施設保安隊を監督する公安委員会。民間核施設保安隊の警察活動が「効率的かつ効果的に」機能するために、警察隊の戦略計画を定義し、説明責任を提供する機関である。民間核警察局は2004年にエネルギー法により設置され、情報の自由法の要請に従属する。